# James Herbert Brennan
James Herbert Brennan, född 5 juli 1940 i Gilford i County Down, död 1 januari 2024 i Tullow i County Carlow, var en irländsk (nordirländsk) författare som skrev böcker i fantasygenren och om ariosofi. Hans mest kända verk är boken "Occult Reich" som publicerades 1974, där han förklarar olika aspekter av ariosofi.

### Facklitteratur
- Astral Doorways (1971)
- Five Keys to Past Lives (1972)
- Experimental Magic (1972)
- Occult Reich (1974)
- An Occult History of the World (1976)
- Getting What You Want (1977)
- Good Con Guide (1978)
- Reincarnation (1981)
- A Guide to Megalithic Ireland (1982)
- Discover Your Past Lives: A Practical Course (1984)
- The Reincarnation Workbook: A Complete Course in Recalling Past Lives (1989)
- The Astral Projection Workbook: How to Achieve Out-of-Body Experiences (1989)
- Mindpower : Succeed at School (1990)
- Mindpower: Secrets to Improve Your Image (1990)
- Aquarian Guide to the New Age (1990) (med Eileen Campbell)
- Understanding Reincarnation: Effective Techniques for Investigating Your Past Lives (1990)
- How to Get Where You Want to Go (1991)
- Discover Astral Projection (1991)
- Nostradamus: Visions of the Future (1992)
- Discover Reincarnation (1992)
- True Ghost Stories (1993)
- The Dictionary of Mind, Body and Spirit (1994) (med Eileen Campbell)
- Body, Mind and Spirit: A Dictionary of New Age Ideas, People, Places, and Terms (1994) (med Eileen Campbell)
- Time Travel: A New Perspective (1997)
- Seriously Weird True Stories (1997)
- Magick for Beginners (1998)
- Martian Genesis (1998)
- The Little Book of Nostradamus: Prophecies for the 21st Century (1999)
- The Secret History of Ancient Egypt (2000)
- The Magical I Ching (2000)
- Magical Use of Thought Forms (2001)
- Occult Tibet (2002)
- Death - The Great Mystery of Life (2002)
- Tibetan Magic and Mysticism (2006)

### Skönlitteratur
- Beyond the Fourth Dimension (1975)
- Power Play (1977)
- Greythorn Woman (1979)
- Dark Moon (1980)
- Mindreach (1985)
- The Curse of Frankenstein (1986)
- Dracula's Castle (1986)
- Monster Horrorshow (1987)
- Barmy Jeffers and the Quasimodo Walk (1988)
- Return of Barmy Jeffers and the Quasimodo Walk (1988)
- Barmy Jeffers and the Shrinking Potion (1989)
- The Crone (1989)
- Ordeal by Poison (1992)
- Ancient Spirit (1993)
- Marcus Mustard (1994)
- Capricorn: Capricorn's children (1995)
- Cancer: Black Death (1995)
- The Gravediggers (1996)
- Blood brother (1997)
- Kookaburra Dreaming (1997)
- Zartog's Remote (2000)
- In Miss Whitts class.... Being bored... Question mark (2009)
- The Shadowproject (2010)
- The Doomsday Box (2011)

### Bokserien om Faerie Wars
- Faerie Wars (2003)
- The Purple Emperor (2004)
- Ruler of the Realm (2006)
- Faerie Lord (2007)
- The Faeman Quest (2011)